# Birni N’Konni
Birni N'Konni – miasto w Nigrze w departamencie Tahoua; 68 303 mieszkańców (2013). Przemysł spożywczy.